# Грибов, Владимир Наумович
Влади́мир Нау́мович Гри́бов (25 марта 1930, Ленинград — 13 августа 1997, Будапешт) — советский и российский физик-теоретик, профессор (1968), член-корреспондент АН СССР (1972). Известен важными и оригинальными работами в области физики элементарных частиц и квантовой теории поля.

## Биография
В 1952 году окончил Ленинградский государственный университет по специальности «Теоретическая физика» с отличием. По решению экзаменационной комиссии его дипломная работа по квантовой электродинамике, выполненная под руководством Ю. В. Новожилова, была опубликована в «Вестнике Ленинградского университета», что стало первой публикацией Грибова.
В 1954—1971 работал в Физико-техническом институте имени А. Ф. Иоффе АН СССР (с 1962 заведующий отделом теоретической физики).
В 1955 году защитил кандидатскую диссертацию «Возбуждение ротационных состояний ядер при взаимодействии с нейтронами и электронами», выполненную под руководством К. А. Тер-Мартиросяна. 
В 1962 году защитил докторскую диссертацию «Парциальные волны с комплексными моментами и асимптотика рассеяния при высоких энергиях».
С 1971 — в Институте ядерной физики им. Б. П. Константинова АН СССР в г. Гатчина.
С 1980 года — заведующий сектором Института теоретической физики им. Л. Д. Ландау.
В 1990-х годах был научным советником Центрального Института Физических Наук АН Венгрии и приглашенным профессором Института ядерной физики Боннского университета.
Большое значение в научной жизни В. Н. Грибова имели его поездки в Москву в конце 1950-х гг. на семинары Л. Д. Ландау и И. Я. Померанчука, которые высоко оценили талант Грибова. Л. Д. Ландау считал Грибова своим преемником.
В 1970-е годы известность приобрели проводимые В. Н. Грибовым семинары теоретической физики.
В 1970-х годах Грибова избирают членом-корреспондентом Академии наук СССР (1972) и иностранным членом Американской академии искусств и наук (1973). Также был избран почетным членом Академии наук Венгрии.
В 1971 году Грибов первым был удостоен Премии имени Л. Д. Ландау АН СССР.
Лауреат Премии Сакураи Американского физического общества (1991).

## Научные достижения
Один из ведущих мировых специалистов в области физики элементарных частиц и квантовой теории поля.
Развив теорию Редже, впервые ввёл понятие реджеона, частным случаем которого является померон.
Вместе с Б. Понтекорво предложил первую теорию нейтринных осцилляций.
Высокую цитируемость в мировой научной и учебной литературе приобрела работа В. Н. Грибова и Л. Н. Липатова (1972) по теории глубоконеупругого рассеяния и электрон-позитронной аннигиляции в адроны, где были впервые получены уравнения эволюции структурных функций. В рамках квантовой хромодинамики метод Грибова и Липатова был применен в 1977 г. Ю. Л. Докшицером и независимо Г. Альтарелли и Дж. Паризи. Эти уравнения (англ. обозначение DGLAP) широко используются для описания жестких столкновений при высоких энергиях.
Открыл проблему калибровочных неоднозначностей Грибова в неабелевых теориях. Впервые высказал мысль, что инстантоны описывают туннельные переходы в вакууме. Изучал проблему невылетания кварков и её связь с аномалиями в калибровочных теориях.
Ещё до работ С. Хокинга Грибов в дискуссии с Я. Б. Зельдовичем настаивал на том, что благодаря квантовому туннелированию черные дыры должны излучать частицы (иногда это явление называют излучением Грибова — Хокинга).
С его именем связано известное представление Грибова — Фруассара для амплитуд рассеяния. Им была сформулирована проблема калибровочных копий в неабелевых теориях (копии Грибова).

## Награды, названные в честь Грибова
Европейское физическое общество c 2001 года вручает Медаль Грибова  молодым ученым.